# Front Walczący Młodych Estończyków
Front Walczący Młodych Estończyków (est. Vaba Eesti Võitlusrinne, VEV) – estońska młodzieżowa organizacja antykomunistyczna w okresie II wojny światowej i powojennym.
Organizacja powstała prawdopodobnie jeszcze w 1942 r., ale w początkowym okresie jej działalność była znikoma. Uaktywniła się dopiero na początku 1944 r., kiedy jej członkowie rozrzucili na ulicach okupowanego Tallinna ulotki pt. "Wolna Estonia", popierające ogłoszoną przez Niemców mobilizację wojskową. W 1945 r. VEV kierowali G. Kunster, A. Tosvel i I. Päärson (zbiegł do Szwecji, ale wkrótce powrócił do Estonii). Organizacja miała swój statut, program, przysięgę wierności, dokumenty członkowskie, sztandar i broń. Od samego początku okupacji Sowieci podejmowali wysiłki w celu wykrycia jej. Jesienią 1945 r. udało im się rozbić VEV. W dniach 19-23 listopada tego roku doszło w Tallinnie do procesu 29 jej członków, którzy uczyli się w szkole morskiej lub pracowali w fabryce Punane RET. 12 z nich służyło wcześniej w oddziałach kolaboracyjnych armii niemieckiej, zaś 2 w Omakaitse. 2 przywódców organizacji zostało skazanych na karę śmierci, a pozostali na wieloletnie pobyty w łagrach.